# 白岩青年站
白岩青年站（韓語：백암청년역）是朝鮮民主主義人民共和國两江道白岩郡白岩勞動者區的一個鐵路車站，属于白头山青年线和白茂线。

## 邻近车站
白头山青年线
南溪站 - 白岩青年站 - 岭下站
白茂线
白岩青年站 - 大澤站